# Литвиненко Олександр Сергійович
Олександр Сергійович Литвиненко (30 травня 1991, Суми, УРСР) — український футболіст, воротар клубу «Вікторія». Відомий насамперед завдяки виступам у футбольному клубі «Суми».

## Життєпис
Вихованець сумської «Зміна» та київського «Арсеналу». В сезоні 2008/09 років був у заявці друголігової «Княжої-2». З 2010 по 2013 рік був гравцем міні-футбольного клубу «СумДУ» (Суми). У 2013 році повернувся у футбол, став гравцем клубу «Барса» (Суми), яка того сезону брала участь в аматорському чемпіонаті та кубку України, паралельно з цим почав працювати тренером воротарів у цьому ж клубі. Сезон 2014/15 років розпочав в аматорському клубі «Спартак-Сумбуд».
Влітку 2014 року став гравцем ПФК «Суми». Дебютував у футболці «городян» у програному (0:1) домашньому поєдинку 1/16 фіналу кубку України проти харківського «Металіста». Олександр Вийшов на поле в стартовому складі та відіграв усі 120 хвилин поєдинку. У чемпіонаті України дебютував за сум'ян 13 вересня 2014 року в переможному (1:0) домашньому поєдинку 8-о туру першої ліги проти МФК «Миколаєва». Литвиненко вийшов на полі в стартовому складі й відіграв увесь матч, відстоявши свої ворота «на нуль». В липні 2017 року побував на перегляді в складі іншого колективу з Сумської області, охтирського «Нафтовика-Укрнафти», але зрештою повернувся в «Суми», де продовжив контракт з командою. Наприкінці листопада 2017 року клуб розірвав контракт з Олександром.
В 2018 році приєднався до "Інгульця" з Петрового, але через малу кількість ігрового часу влітку залишив клуб. Влітку перебував на перегляді в прем'єр ліговому "Арсеналі'', але не склалось і в серпні підписав контракт з друголіговим житомирським ''Поліссям". 
В 2019 повернувся на Сумщину в Липоводолинський "Альянс", але через травми там реалізувати себе не вдалось.
В 2021 році перейшов в Вікторію з Миколаївки.
Після повномасштабного вторгнення отримав запрошення з Бузівської "Ниви", з якою виграв Меморіал Макарова і Другу лігу України. 
В 2023 році повернувся до Сум в Вікторію. 